# S-Bahn di Norimberga
La S-Bahn di Norimberga (in tedesco S-Bahn Nürnberg) è un sistema di trasporto ferroviario suburbano gestito dalla Deutsche Bahn.

## Rete
| Linea | Percorso                                 | Inaugurazione | Ultima estensione | Lunghezza | N° di stazioni |
| ----- | ---------------------------------------- | ------------- | ----------------- | --------- | -------------- |
| S 1   | Bamberga - Norimberga - Hartmannshof     | 1987          | 2010              | 99,6 km   | 37             |
| S 2   | Roth - Norimberga - Altdorf (b Nürnberg) | 1992          | 2004              | 49,6 km   | 23             |
| S 3   | Norimberga - Neumarkt (Oberpf)           | 1992          | 2010              | 36,2 km   | 10             |
| S 4   | Norimberga - Dombühl                     | 2010          | 2017              | 67,1 km   | 16             |
| S 5   | Norimberga - Allersberg (Rothsee)        | 2020          |                   | 25,4 km   | 2              |

## Storia

### Prodromi
Nel 1969 la Deutsche Bundesbahn istituì un servizio di treni locali cadenzati su alcune linee convergenti sul nodo di Norimberga.
Nel 1970 si iniziò con la progettazione di una rete di S-Bahn; la progettazione fu conclusa nel 1975.
Il 2 novembre 1981 venne firmato un accordo di finanziamento e si diede inizio alla fase operativa.

### La linea S1
I lavori di costruzione della prima linea di S-Bahn, da Norimberga Centrale a Lauf (link Pegnitz) ebbero inizio il 1º ottobre 1983; fu necessario raddoppiare il binario della linea e aggiungere le nuove fermate di Norimberga-Dürrenhof, Norimberga-Ostring, Norimberga-Rehhof, Röthenbach-Steinberg, Röthenbach-Seespitze e Lauf Ovest.
La prima linea della S-Bahn di Norimberga, numerata S 1, entrò in servizio il 26 settembre 1987 fra Norimberga Centrale e Lauf (link Pegnitz); nella stessa data entrò in vigore anche il nuovo consorzio trasportistico VGN.
Inizialmente la S 1 faceva capolinea ai binari 18 e 19 della stazione centrale, molto distanti dalla metropolitana e dai mezzi di trasporto urbano di superficie; il 29 settembre 1990,con il completamento dei lavori alla radice est della stazione la S-Bahn venne spostata ai binari 2 e 3, con la contemporanea attivazione della nuova fermata di Norimberga-Dürrenhof.

### La linea S2
I lavori di costruzione della seconda linea, da Norimberga Centrale ad Altdorf, ebbero inizio nel 1984, e compresero il parziale raddoppio della linea e l'aggiunta delle nuove fermate di Moosbach e Altdorf Ovest; la S 2 entrò in servizio il 30 maggio 1992.